# Szamoa a 2008. évi nyári olimpiai játékokon
Szamoa a kínai Pekingben megrendezett 2008. évi nyári olimpiai játékok egyik részt vevő nemzete volt. Az országot az olimpián 5 sportágban 6 sportoló képviselte, akik érmet nem szereztek.

## Atlétika
Férfi

| Versenyző      | Versenyszám | Előfutam | Előfutam | Előfutam | Elődöntő | Elődöntő | Elődöntő | Döntő   | Döntő    |
| Versenyző      | Versenyszám | Idő      | Hely.    | Össz.    | Idő      | Hely.    | Össz.    | Idő     | Helyezés |
| -------------- | ----------- | -------- | -------- | -------- | -------- | -------- | -------- | ------- | -------- |
| Aunese Curreen | 800 m       | 1:47,45  | 6.       | 29.      | kiesett  | kiesett  | kiesett  | kiesett | kiesett  |

Női

| Versenyző            | Versenyszám   | Selejtező | Selejtező | Döntő    | Döntő    |
| Versenyző            | Versenyszám   | Eredmény  | Helyezés  | Eredmény | Helyezés |
| -------------------- | ------------- | --------- | --------- | -------- | -------- |
| Patsy Serafina Akeli | Gerelyhajítás | 49,26 m   | 49.       | kiesett  | kiesett  |

## Íjászat
Férfi

| Versenyző      | Versenyszám | Selejtező | Selejtező | 64-es főtábla                         | 32-es főtábla     | Nyolcaddöntő      | Negyeddöntő       | Elődöntő          | Döntő             | Helyezés |
| Versenyző      | Versenyszám | Pont      | Kiemelés  | Ellenfél Eredmény                     | Ellenfél Eredmény | Ellenfél Eredmény | Ellenfél Eredmény | Ellenfél Eredmény | Ellenfél Eredmény | Helyezés |
| -------------- | ----------- | --------- | --------- | ------------------------------------- | ----------------- | ----------------- | ----------------- | ----------------- | ----------------- | -------- |
| Joseph Muaausa | Egyéni      | 563       | 64.       | Juan René Serrano (MEX) (1.) · 88–116 | kiesett           | kiesett           | kiesett           | kiesett           | kiesett           | 64.      |

## Kajak-kenu

### Síkvízi
Férfi

| Versenyző               | Versenyszám        | Előfutam | Előfutam | Előfutam | Elődöntő         | Elődöntő         | Elődöntő         | Döntő   | Döntő    |
| Versenyző               | Versenyszám        | Idő      | Hely.    | Össz.    | Idő              | Hely.            | Össz.            | Idő     | Helyezés |
| ----------------------- | ------------------ | -------- | -------- | -------- | ---------------- | ---------------- | ---------------- | ------- | -------- |
| Rudolf Berking-Williams | Kajak egyes 500 m  | 1:47,839 | 8.       | 24.      | nem állt rajthoz | nem állt rajthoz | nem állt rajthoz | kiesett | kiesett  |
| Rudolf Berking-Williams | Kajak egyes 1000 m | 4:00,784 | 7.       | 22.      | 4:04,658         | 9.               | 18.              | kiesett | kiesett  |

## Ökölvívás
| Versenyző    | Versenyszám  | Selejtező                   | Nyolcaddöntő      | Negyeddöntő       | Elődöntő          | Döntő             | Helyezés |
| Versenyző    | Versenyszám  | Ellenfél eredmény           | Ellenfél eredmény | Ellenfél eredmény | Ellenfél eredmény | Ellenfél eredmény | Helyezés |
| ------------ | ------------ | --------------------------- | ----------------- | ----------------- | ----------------- | ----------------- | -------- |
| Farani Tavui | Félnehézsúly | Marijo Šivolija (CRO) · RSC | kiesett           | kiesett           | kiesett           | kiesett           | 17.      |

RSC - a játékvezető megállította a mérkőzést (fejütés)

## Súlyemelés
Női

| Versenyző   | Versenyszám | Szakítás | Szakítás | Lökés    | Lökés    | Összesen | Helyezés |
| Versenyző   | Versenyszám | Eredmény | Helyezés | Eredmény | Helyezés | Összesen | Helyezés |
| ----------- | ----------- | -------- | -------- | -------- | -------- | -------- | -------- |
| Ele Opeloge | +75 kg      | 119,0    | 4.       | 150,0    | 3.*      | 269,0    | 4.       |

* - két másik versenyzővel azonos eredményt ért el